# Nanorrobótica
Nanorrobótica é uma tecnologia que cria nanomáquinas ou nanorrobôs à escala de um nanômetro (10-9 metros). Mais especificamente, a nanorrobótica é considerada uma área emergente da nanotecnologia, unindo a disciplina de desenho e construção de nanorrobôs, nanoeletrônica e biomateriais. Nanorrobôs são dispositivos que variam no tamanho de 0.1–10 micrômetros e construídos à escala nanométrica ou de componentes moleculares. Vivemos atualmente uma corrida tecnológica em face ao rápido desenvolvimento de nanorrobô aplicados a medicina. Tal fato pode ser facilmente constatado dado ao grande volume de patentes registradas por escritórios de advocacia nos Estados Unidos e Europa (USPTO, EP, WIPO), que focam a manufatura e comercialização dessa tecnologia emergente. Esses e outros fatos foram publicados em carta aberta endereçadas ao secretário-geral das Nações Unidas em 2009. A nanorrobótica é também uma tecnologia usada para detecção de bactérias usando anticorpos.
Uma outra definição usada por vezes, refere-se a um robô que permite a interacção da precisão com objectos à escala nanométrica, ou pode manipular com definição a essa escala. Depois desta definição, mesmo um instrumento grande como um microscópio atómico, pode ser considerado um instrumento nanorrobótico, quando configurado para executar manipulações à escala nanométrica.

## Referencia
1. ↑  Cavalcanti, A. (2009). «Nanorobot Invention and Linux: The Open Technology Factor - An Open Letter to UNO General Secretary» (PDF). CANNXS Project. 1 (1): 1–4
2. ↑  ‘Nanobot’ viruses tag and round up bacteria in food and water Tweaking DNA and adding magnetic nanoparticles creates a new tool to test for contaminants por Carolyn Wilke (2018)